# جورج كرايسلر
جورج كرايسلر (بالإنجليزية: Georg Kreisler) (و. 1922 – 2011 م) هو ملحن، وكاتب، ومغني، وشاعر غنائي، وكاتب أغاني أمريكي، ولد في فيينا، توفي في سالزبورغ، عن عمر يناهز 89 عاماً.

## جوائز
حصل على جوائز منها:
- النيشان الذهبي للخدمات المقدمة لمدينة فيينا ‏
- جائزة الكباريه البافارية  [لغات أخرى]‏.

## وصلات خارجية
- جورج كرايسلر على موقع IMDb (الإنجليزية)
- جورج كرايسلر على موقع مونزينجر (الألمانية)
- جورج كرايسلر على موقع ميوزك برينز (الإنجليزية)
- جورج كرايسلر على موقع قاعدة بيانات الأفلام السويدية (السويدية)
- جورج كرايسلر على موقع أول ميوزيك (الإنجليزية)
- جورج كرايسلر على موقع ديسكوغز (الإنجليزية)
- جورج كرايسلر على موقع قاعدة بيانات الفيلم (الإنجليزية)
- جورج كرايسلر على موقع كينوبويسك (الروسية)

- جورج كرايسلر في قاعدة بيانات الأفلام على الإنترنت